# サイエンス・スラム
サイエンス・スラム（英語: science slam）は、科学者が自分自身の科学的な研究内容を限られた時間（通常10分）で行う、専門家ではない聴衆を対象にした講演である。最新の科学を多様な聴衆に楽しく教えることを焦点にしており、講演の優劣が聴衆に評価される。
科学コミュニケーションの一つの形態である。

## 別形態
サイエンス・スラムは全分野の科学を対象としうるが、特定の話題に特化したイベントも存在する。例として、技術的サイエンス・スラム、ヘルスケア・サイエンス・スラム、社会科学サイエンス・スラム、ジュニア・サイエンス・スラム、キッズ・サイエンス・スラム、2国間サイエンス・スラムなどがある。